# Cataclysme uniformata
Cataclysme uniformata är en fjärilsart som beskrevs av Bell 1862. Cataclysme uniformata ingår i släktet Cataclysme och familjen mätare. Inga underarter finns listade i Catalogue of Life.